# Jekerkwartier
Het Jekerkwartier is een buurt (kwartier) in het historische centrum van de Nederlandse stad Maastricht. Het is een van de 44 officiële buurten van de gemeente Maastricht. Het Jekerkwartier telt een groot aantal historische kerken, kloosters, woonhuizen en restanten van de vestingwerken van Maastricht, deels gelegen in het Stadspark Maastricht. Een deel van de buurt staat bekend als het Quartier Latin van Maastricht.

## Ligging en naamgeving
Het Jekerkwartier is gelegen in het zuidelijk deel van het centrum van Maastricht. De buurt wordt omgeven door de centrumbuurten Binnenstad en Kommelkwartier in het noorden, Mariaberg en Biesland in het westen, Jekerdal en Villapark in het zuiden, en de rivier de Maas in het oosten. De 'grensstraten' zijn, met de klok mee: John F. Kennedybrug, Prins Bisschopsingel, Tongerseplein, een klein stukje Tongerseweg, Tongersestraat, Lenculenstraat, Kapoenstraat, Witmakersstraat, Cortenstraat, Onze-Lieve-Vrouweplein en Graanmarkt. De Prins Bisschopsingel, het Tongerseplein en de Tongersestraat behoren in hun geheel tot het Jekerkwartier, dus ook de straten en het plein zelf, inclusief de ventwegen en voetpaden aan alle zijden, echter niet de aangrenzende straatwanden (de oneven huisnummers van de Prins Bisschopsingel en de even nummers van Tongerseweg en Tongersestraat). Zo ligt het Tongerseplein bijvoorbeeld in zijn geheel in het Jekerkwartier. Dit verklaart waarom de zuil met het beeld De ontmoeting tussen oost en west op dit plein op de Lijst van gemeentelijke monumenten in Jekerkwartier voorkomt. Bij de aan de Binnenstad grenzende straten en pleinen is dit andersom: hier behoren alleen de straatwanden tot het Jekerkwartier.
Omdat niet de tweede stadsomsluiting, maar de Prins Bisschopssingel (N278) de officiële begrenzing vormt, is de buurt tegenwoordig groter dan het van oorsprong middeleeuwse Jekerkwartier. Hierdoor behoren, volgens de Gemeente Maastricht en het CBS, ook het Stadspark, het terrein van de voormalige Tapijnkazerne en het noordelijk deel van het historische Villapark bij het Jekerkwartier.
De buurt ontleent zijn naam aan het riviertje de Jeker dat erdoorheen stroomt en in de Maas uitmondt. Het was van oorsprong een laag gelegen gebied met een aantal vertakkingen van de Jeker, die later het stratenplan en de bouwblokken hebben bepaald.

## Geschiedenis
Het Jekerkwartier bestaat historisch gezien uit drie delen, die in verschillende perioden door de stad Maastricht bij het stedelijk grondgebied werden gevoegd:
1. Het noordelijk deel van de buurt, binnen de eerste middeleeuwse stadsomsluiting, is het oudste deel. Dit deel behoorde volgens archeologische opgravingen (o.a. Mabro-terrein) al in de Merovingische tijd tot de stedelijke nederzetting. Rond 1200 was dit gebied al door een aarden wal omgeven. Vanaf 1229 werd de nu nog bestaande stenen stadswal gebouwd.
2. Door de bouw van de tweede middeleeuwse enceinte (vanaf eind 13e eeuw) werd het middendeel van het Jekerkwartier bij de stad gevoegd. Eind 15e eeuw vond een kleine stadsuitbreiding plaats ten koste van Sint Pieter, de zogenaamde Nieuwstad. Door de aanwezigheid van stromend water (meerdere takken van de Jeker) vestigden zich veel leerlooiers in het Jekerkwartier. Een aantal straatnamen herinneren hieraan.
3. Na de opheffing van de vesting Maastricht in 1867 kon het deel ten zuiden van de stadswal worden ontwikkeld. Tot die tijd bevond zich daar een deel van de Lage Fronten, een uitgebreid netwerk van buitenwerken in een inundatiegebied. Dit deel werd bestemd voor parkontwikkeling en villabouw. Het westelijk deel ervan, 'De Kommen' genaamd, dat lange tijd te drassig was om bebouwd te worden, kreeg vanaf 1916 de bestemming kazerneterrein.

## Voorzieningen
Het Jekerkwartier kent een aantal centrale en lokale voorzieningen. Het westelijk deel van de wijk is vooral bekend als studentenwijk. Zo zijn er diverse instellingen van de Universiteit Maastricht gevestigd, waaronder de universiteitsbibliotheek, het bezoekerscentrum, de economische faculteit en het University College Maastricht. Ook de Toneelacademie Maastricht, het Conservatorium Maastricht en de Jan van Eyck Academie liggen in deze omgeving. Dit plus de aanwezigheid van een groot aantal studentenhuizen, cafés, eethuizen en kunstgaleries, heeft ertoe geleid dat dit deel van de stad bekendstaat als het Maastrichtse "Quartier Latin" (in navolging van het Parijse en het Luikse Quartier Latin).
Het Jekerkwartier is van belang voor het toerisme in Maastricht, onder meer door de pittoreske straatjes, soms met onverwacht doorzicht op de Jeker, de vele monumentale panden, de historische omwalling en het Stadspark. Ook het rustige, ingetogen karakter van de wijk met veelal kleinschalige musea, winkels en horecagelegenheden, valt bij veel bezoekers in de smaak.

## Architectuur en stedenbouw
Het Jekerkwartier telt circa 230 rijksmonumenten en  191 gemeentelijke monumenten. De meest monumentrijke straten zijn: de Tongersestraat (21 rijksmonumenten aan de zuidzijde), de Sint Bernardusstraat (21 rijksmonumenten), de Grote Looiersstraat (19) en de Sint Pieterstraat (19). De bebouwing bestaat grotendeels uit 17e- en 18e-eeuwse huizen, soms nog met een middeleeuwse kern en op middeleeuwse fundamenten. Het stratenplan dateert grotendeels uit de middeleeuwen. Enkele hoogtepunten:
- delen van de eerste middeleeuwse stadsmuur, onder andere aan de Looiersgracht, het Lang Grachtje en Klein Grachtje, de Helpoort, de Jekertoren en de Onze Lieve Vrouwewal;
- delen van de tweede middeleeuwse stadsmuur, o.a. de Pater Vincktoren, de Nieuwenhofwal, de Jezuïetenwal en de waterpoort De Reek;
- de rondelen Haet ende Nijt en De Vijf Koppen zijn toevoegingen uit de late 15e, vroege 16e eeuw in de Nieuwstad. Poort Waerachtig is een 19e-eeuwse poort, die nooit de functie van stadspoort heeft vervuld;
- diverse kerken en kloosters: het Oude Minderbroedersklooster met de gotische Minderbroederskerk (Regionaal Historisch Centrum Limburg), het deels gotische, deels 17e-eeuwse Nieuwenhofklooster (University College Maastricht), het Faliezustersklooster (in Maaslandse renaissancestijl), het 17e-eeuwse Bonnefantenklooster (bezoekerscentrum Universiteit Maastricht), het eveneens 17e-eeuwse Grauwzustersklooster (Natuurhistorisch Museum Maastricht) en de 18e-eeuwse Waalse kerk;
- het Sint-Martinushofje (1715) aan de Grote Looiersstraat;
- het Pesthuys (17e/18e-eeuwse papiermolen), de Leeuwenmolen (16e/18e-eeuwse watermolen) en de Bisschopsmolen (oude watermolen).

Op enkele plaatsen in de buurt hebben 20e en 21e-eeuwse stadsvernieuwingsprojecten plaatsgevonden, maar vrijwel nergens op een abrupte manier:
- de Jan van Eyck Academie (Frits Peutz, 1958-61) en het vlakbij gelegen Conservatorium Maastricht (Piet Dingemans, 1961);
- het Maaspaviljoen (1971; in 2015 verbouwd tot Stayokay-hostel door Kees van Lamoen);
- de half ondergrondse collegezaal van de Universiteit Maastricht in de tuin van het Jezuïetenklooster aan de Tongersestraat (Jo Coenen, ca. 1990);
- de restauratie en ondergrondse uitbreiding van het Oude Minderbroedersklooster (Marc van Roosmalen, 1995);
- de Looiershof, een nieuwbouwproject op het terrein van een voormalige vermicellifabriek, deels in traditionalistische, deel semi-industriële stijl (2018).

Het Stadspark Maastricht is een voorbeeld van parkaanleg uit de 19e, 20e en 21e eeuw. Het oudste deel ligt bij de Maasboulevard, vroeger Ingelsen Hoof genoemd, tegenwoordig Kempland. Een deel van het terrein van de voormalige Tapijnkazerne is in 2017-2020 in moderne stijl ingericht. Aangrenzend aan het Stadspark bevindt zich een deel van het Villapark, dat officieel niet tot de gelijknamige buurt behoort. De meeste 19e- en vroeg-20e-eeuwse villa's zijn rijks- of gemeentelijke monumenten.
Een deel van de historische bebouwing van de Tapijnkazerne wordt herontwikkeld en aangevuld met nieuwbouw ten behoeve van de Universiteit Maastricht, die hier een studentencampus heeft gevestigd.

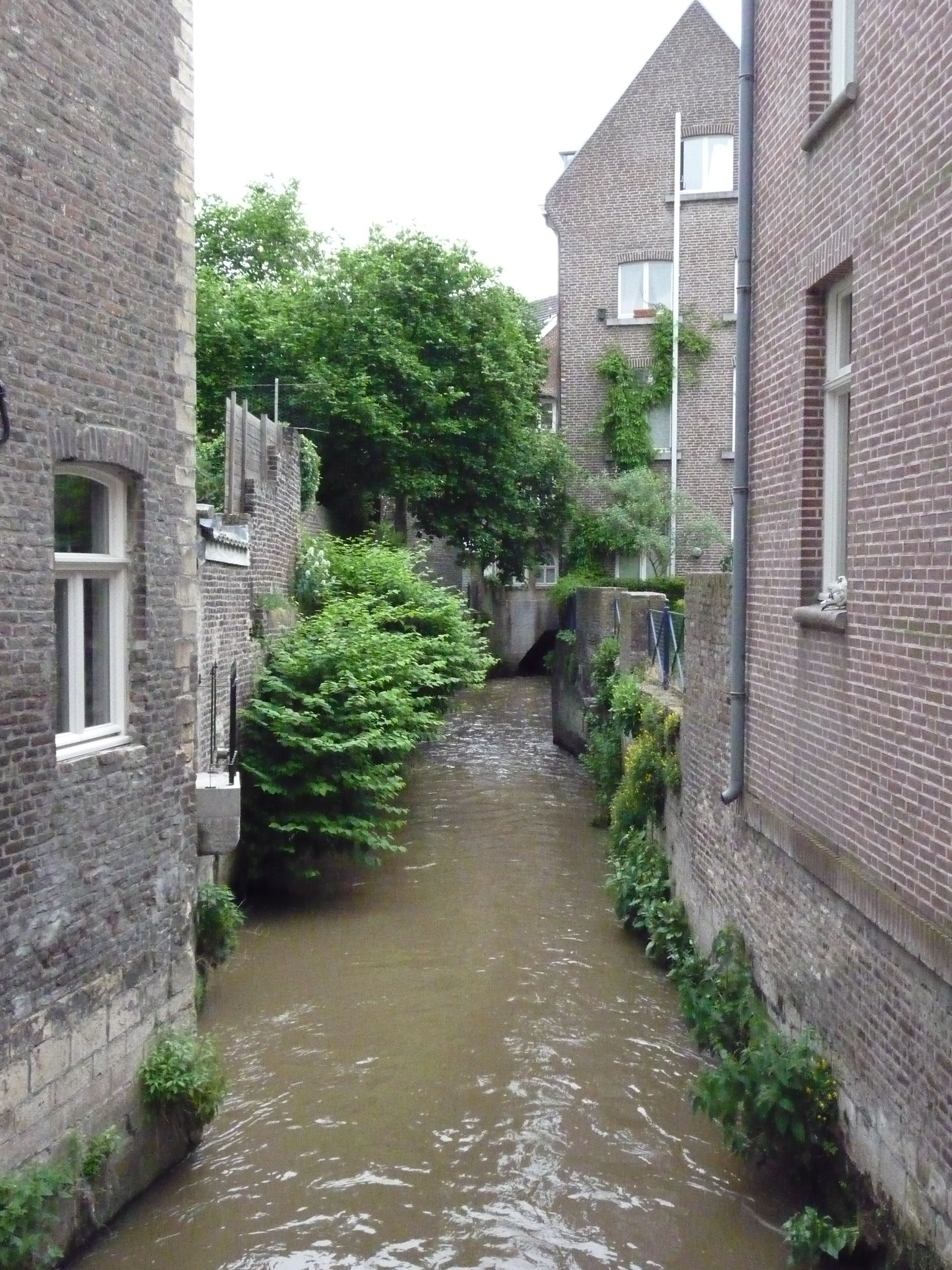
De Jeker
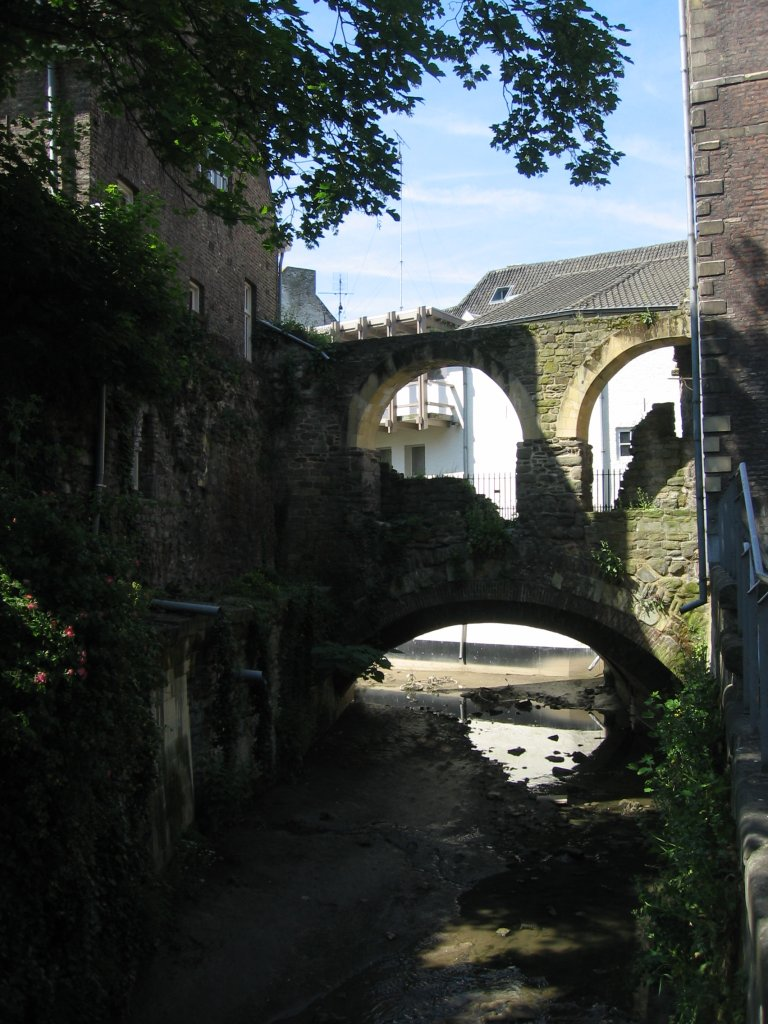
Jeker nabij Looiersgracht
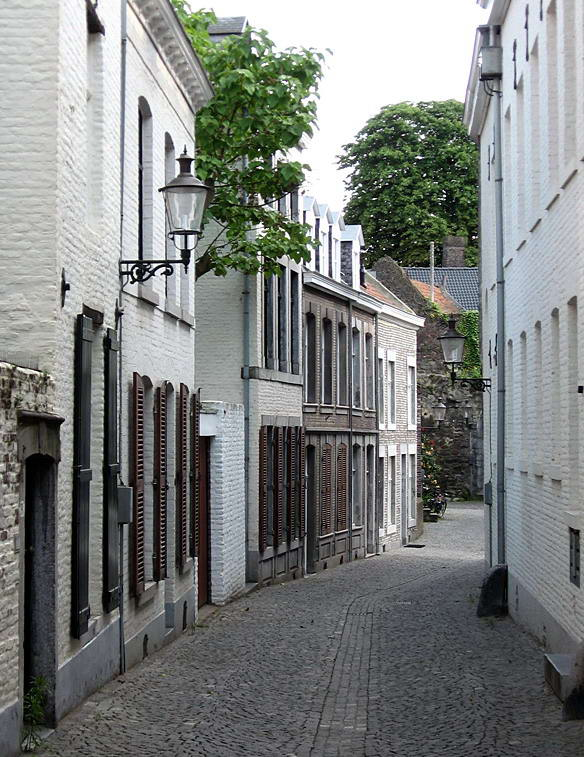
Typisch straatje
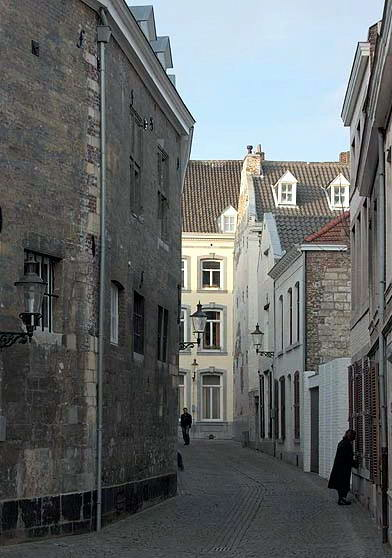
Typisch straatje
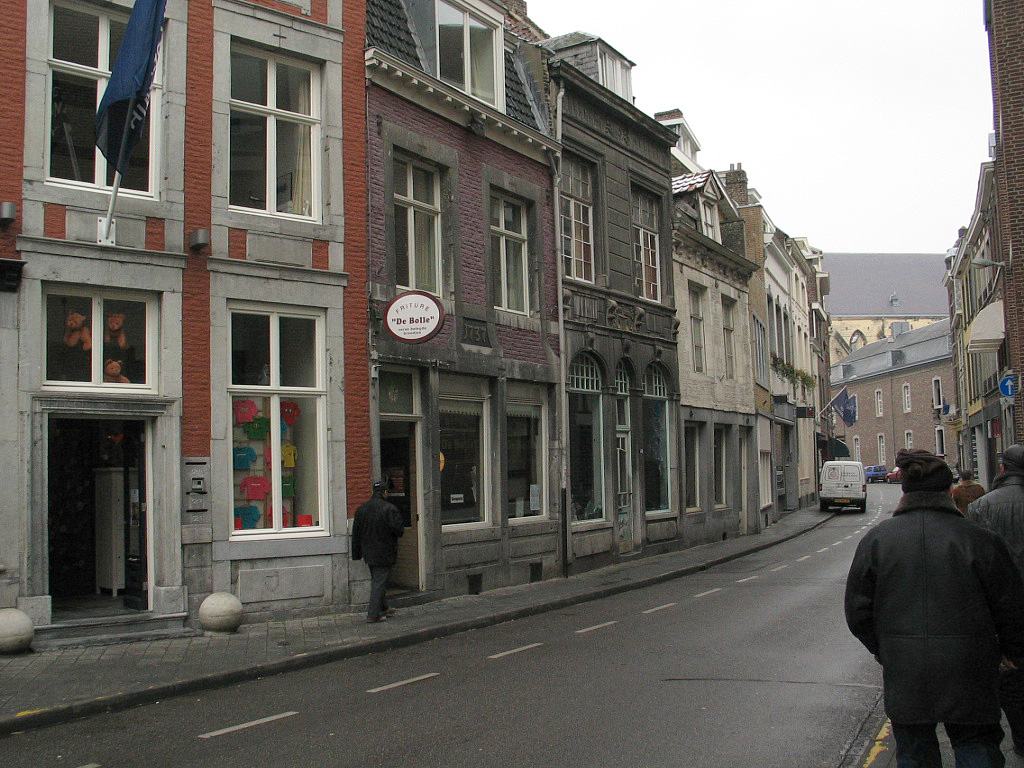
Sint Pieterstraat
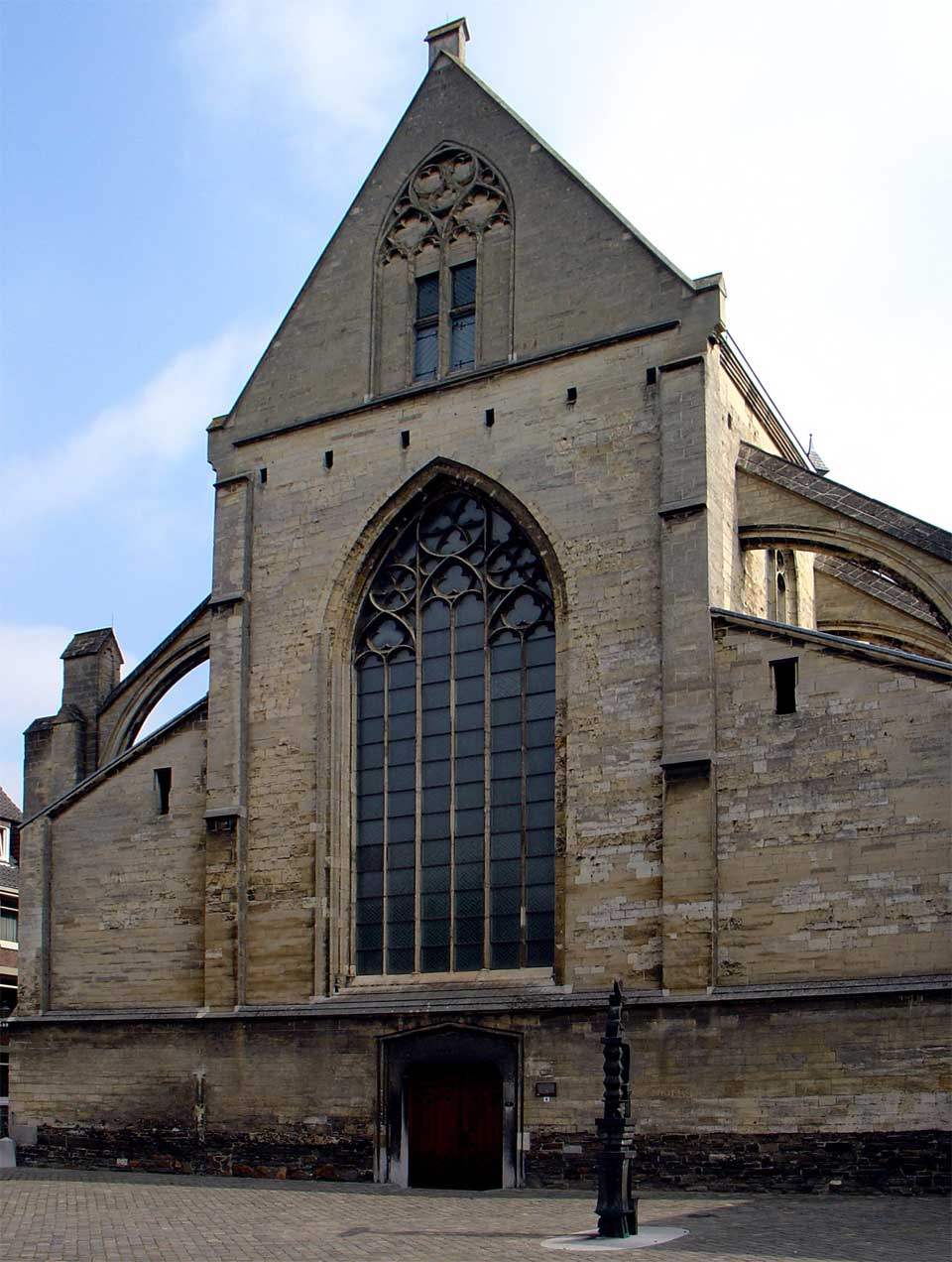
Oude Minderbroederskerk
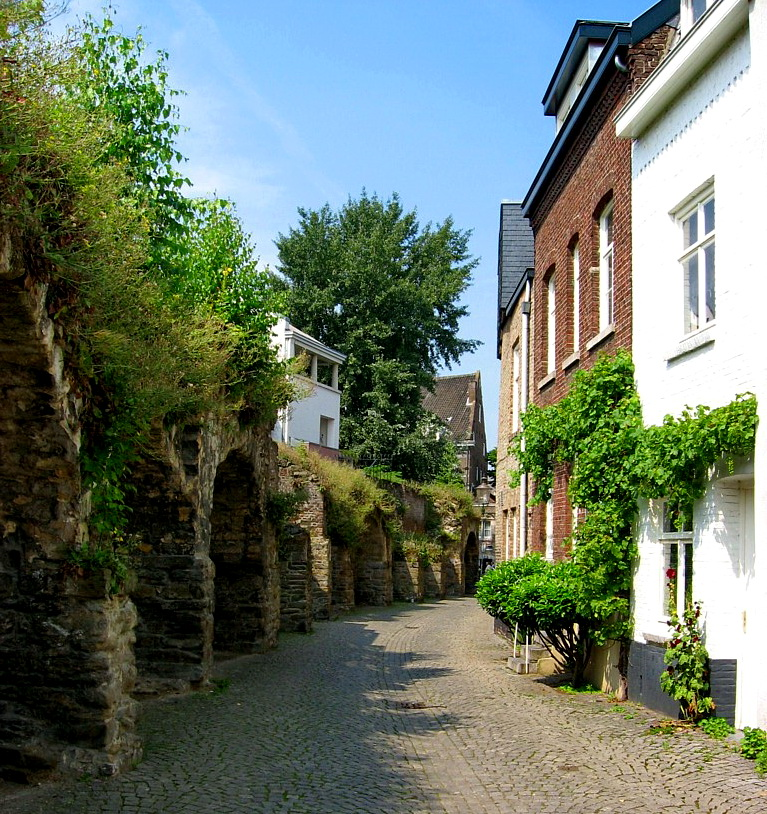
Lang Grachtje
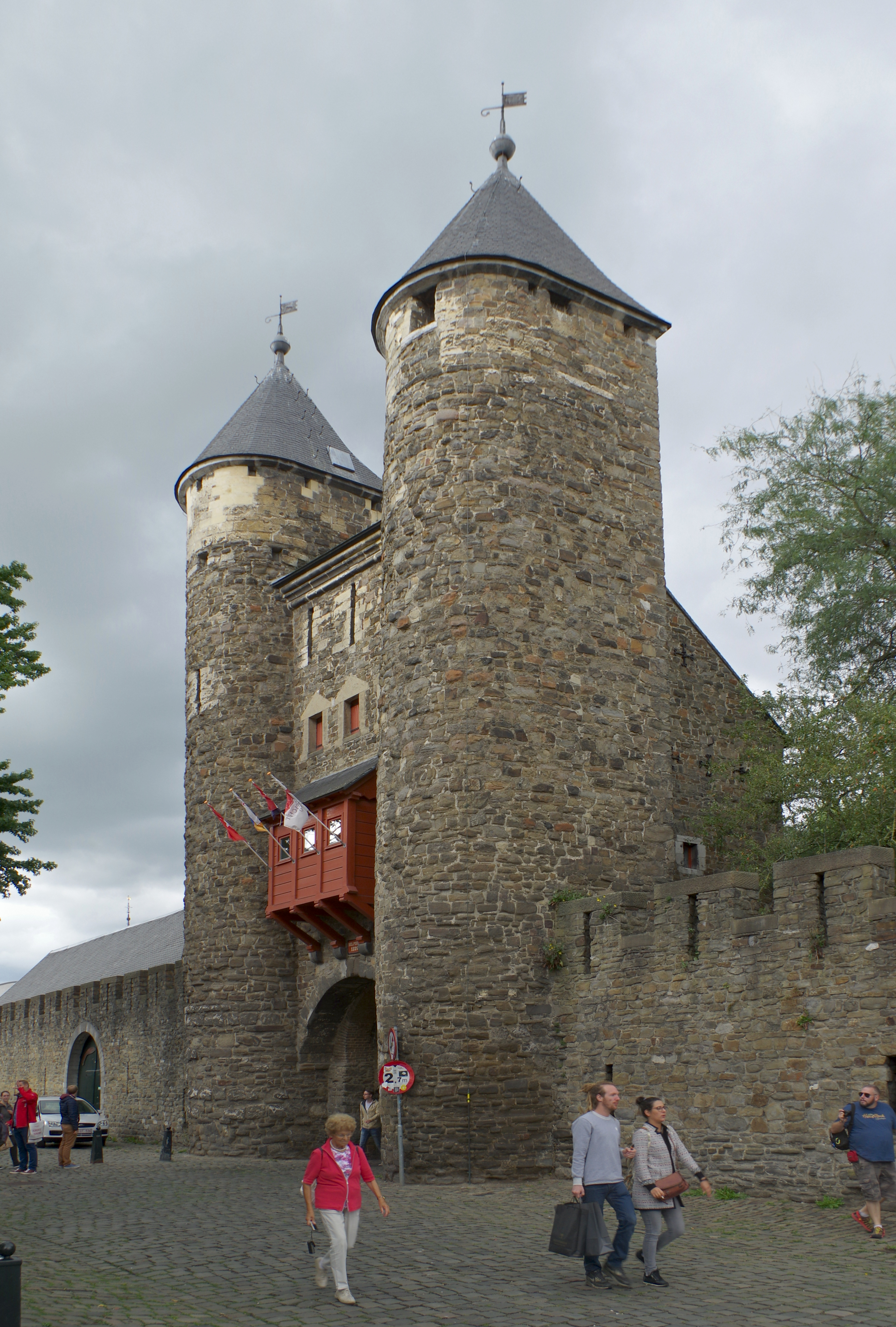
Helpoort
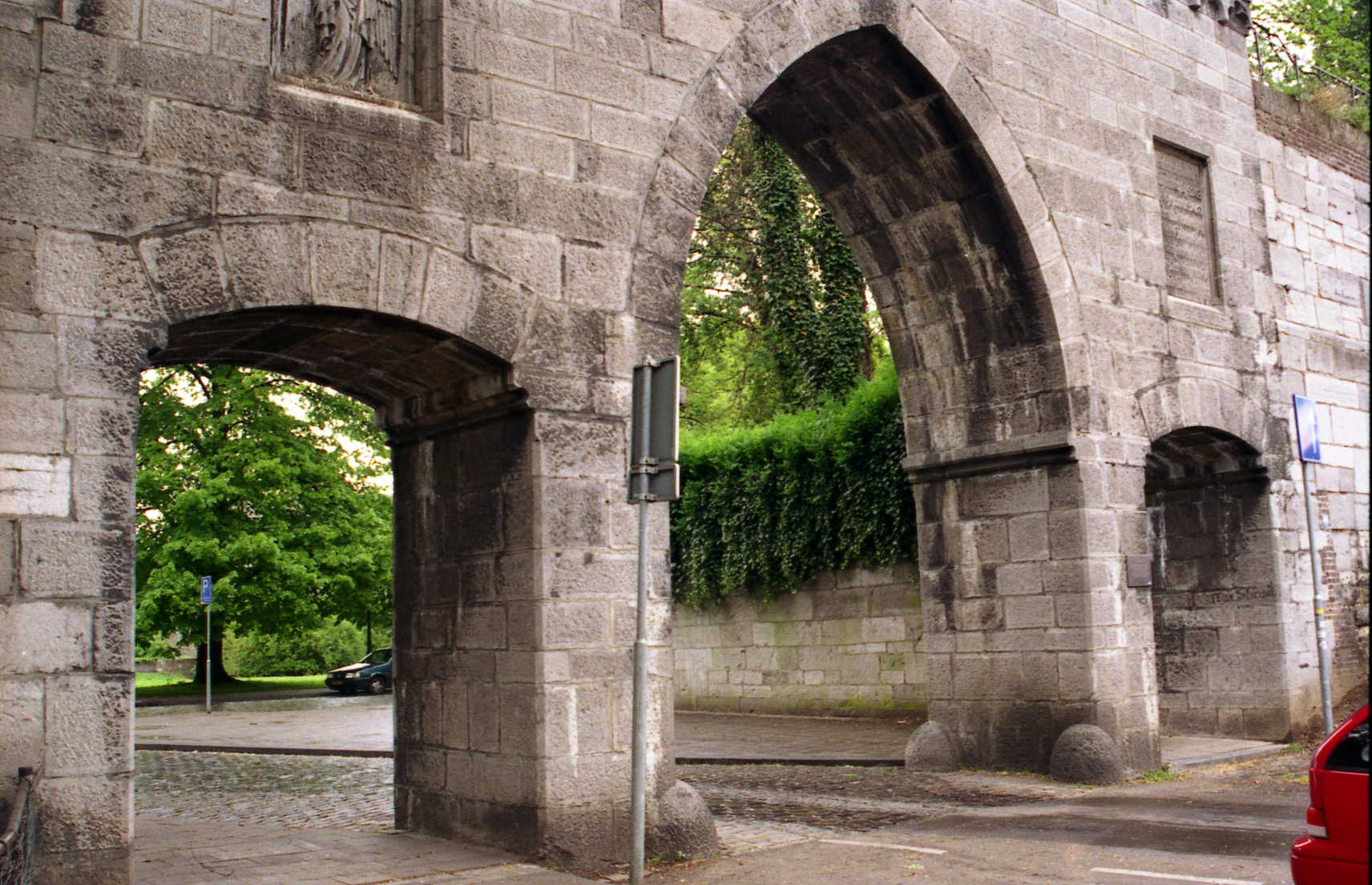
Poort Waerachtig
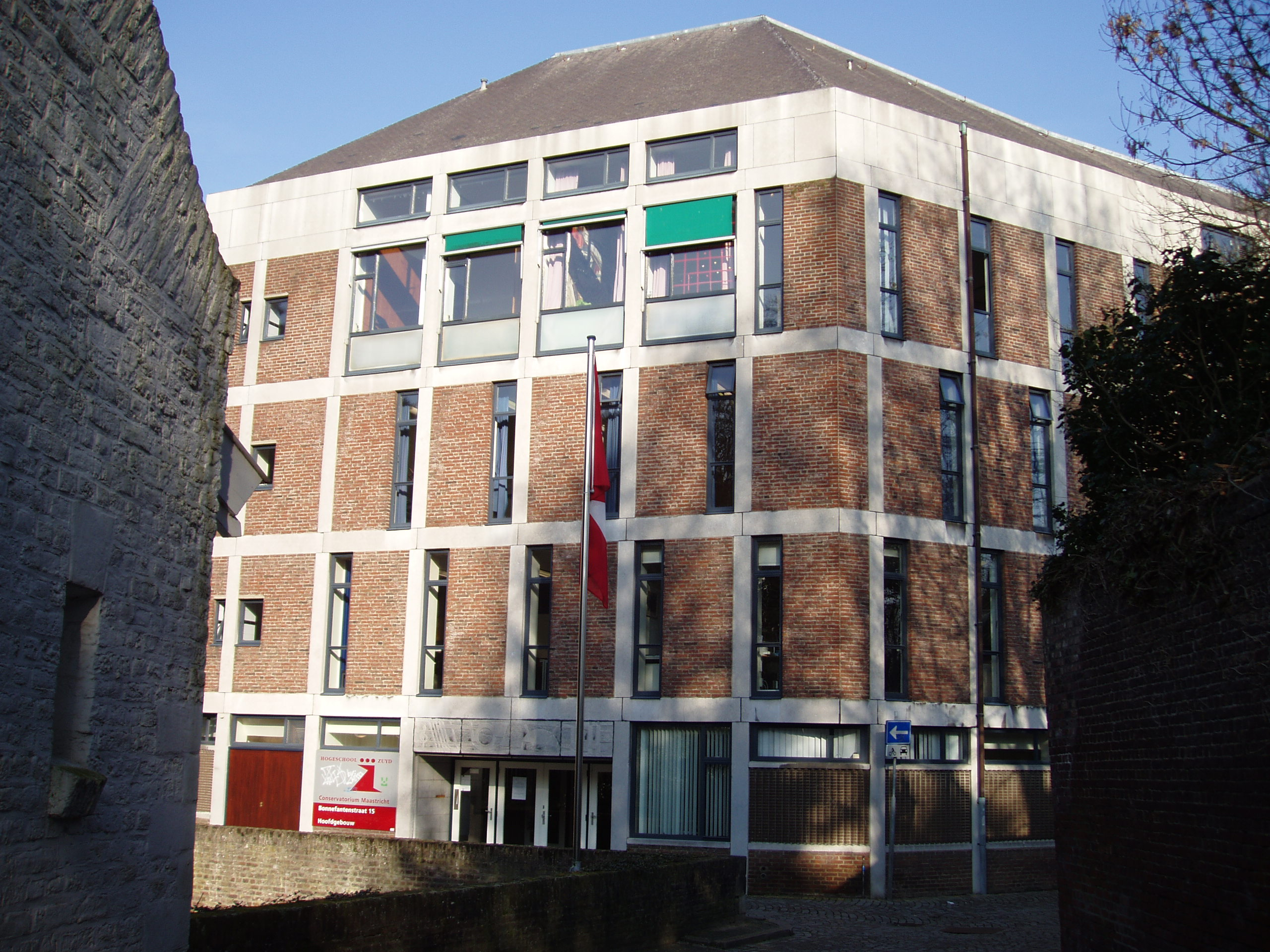
Conservatorium